# نادي فانكوفر
نادي فانكوفر لكرة القدم (بالإنجليزية: Vancouver Football Club) هو نادِ كرة قدم كندي من مدينة لانغلي بمقاطعة كولومبيا البريطانية. تأسس عام 2022 وينافس حالياً في الدوري الكندي الممتاز.

### التاريخ
في 10 نوفمبر 2021، أعلنت الدوري الكندي الممتاز عن منحها نادياً جديداً في فانكوفر لشركة SixFive Sports and Entertainment LP.[1] وتم الكشف عن مزيد من التفاصيل في 13 أبريل 2022، عندما أعلنت CPL وSixFive أن النادي الجديد سيلعب في لانغلي، كولومبيا البريطانية، في ملعب Willoughby Community Park بجانب Langley Events Centre.[2]
في 2 نوفمبر 2022، أقام النادي حفل الإطلاق الرسمي حيث أعلن عن اسمه وكشف عن علامته التجارية وقدّم أفشين قطبي كأول مدرب للنادي.[3] وأعلنت CPL أن النادي سيبدأ المشاركة في الدوري لموسم 2023.[4] وقال رئيس Vancouver FC روب فريند: "إطلاق نادي كرة قدم محترف من الصفر ليس أمراً سهلاً. لقد كانت قيادة أفشين ورؤيته واحترافيته حاسمة في انطلاق النادي. يترك وراءه إرثاً من الالتزام والتميز، ونشكره على المساهمة في بناء هوية Vancouver FC."
في مارس 2023، تم استدعاء Eugene Martínez للمنتخب الوطني لبليز لمباريات 2022–23 CONCACAF Nations League B ضد غواتيمالا وجمهورية الدومينيكان، ليصبح أول لاعب من Vancouver FC يتم استدعاؤه للمنتخب الوطني.[5]
لعب Vancouver FC مباراته الأولى في الدوري في 15 أبريل 2023، خارج أرضه ضد المنافس الإقليمي Pacific FC، وانتهت المباراة بفوز Pacific 1–0، وسجل Manny Aparicio أول هدف ضد فانكوفر.[6] في الجولة الثانية، حقق Vancouver FC أول فوز له بعد التغلب على York United FC بنتيجة 2–1، حيث سجل Shaan Hundal أول هدف في تاريخ النادي، وسجل Gael Sandoval هدف الفوز النهائي.[7][8]
واجه النادي Cavalry FC في أول مباراة على أرضه في استاد Willoughby Community Park الجديد أمام جمهور كامل العدد يزيد عن 6,500 مشجع في 7 مايو 2023.[9] وعلى الرغم من اللعب ناقصاً بعد طرد Rocco Romeo لأكثر من ساعة، تمكن النادي من التعادل 1–1. وسجل Shaan Hundal هدف التعادل، وهو أيضاً أول هدف على أرض النادي.[10]
في 2025، قاد أفشين قطبي Vancouver FC للوصول لأول مرة إلى نصف نهائي Canadian Championship، بمنافسة Vancouver Whitecaps وForge FC وAtlético Ottawa. وخلال فترة قيادته، تم استدعاء عدة لاعبين للمنتخبات الوطنية، من بينهم TJ Tahid (Canada U17 & Ghana U20)، James Cameron (Canada U20)، Kevin Podgorni (Canada U17)، Gabi Bitar (لبنان)، Mikael Cantave (هايتي)، Grady McDonnell (Ireland U17). وشمل تشكيل 2025 أيضاً لاعبين جذبوا اهتمام أندية أوروبية، مما يعكس قدرة قطبي على اكتشاف المواهب وتركيزه على تطوير اللاعبين.[11] وعلى الرغم من التحديات في ترتيب الدوري، تميزت فترة قيادته بالرؤية، والبنية التنظيمية، والالتزام ببناء حضور مهم للمجتمع وكرة القدم الكندية.[12] غادر قطبي النادي في 2025 بالاتفاق المتبادل مع الإدارة. وقال روب فريند: "لقد كانت قيادة أفشين ورؤيته واحترافيته حاسمة في انطلاق النادي. يترك وراءه إرثاً من الالتزام والتميز، ونشكره على المساهمة في بناء هوية Vancouver FC."[13]
في 23 يوليو 2025، اتفق النادي وقطبي على الانفصال بالتراضي[14]، وتم اختيار مرتین نش لتولي منصب المدير المؤقت.

## وصلات خارجية
- الموقع الرسمي